# Landesregierung Lentsch
- ÖVP: 3
- SPÖ: 3

Die Landesregierung Lentsch unter Landeshauptmann Josef Lentsch (ÖVP) bildet die Burgenländische Landesregierung vom Rückzug Johann Wagners als Landeshauptmann am 8. August 1961 bis zur Angelobung der Landesregierung Bögl am 12. Juni 1964.
Jeweils drei der sechs Mitglieder der Landesregierung stellte die Österreichische Volkspartei (ÖVP) und die Sozialdemokratische Partei Österreichs (SPÖ). Nach dem Rücktritt von Johann Wagner (ÖVP) als Landeshauptmann übernahm der langjährige Landesrat Josef Lentsch (ÖVP) das Amt des Landeshauptmannes. Für ihn rückte der Landtagsabgeordnete Rudolf Grohotolsky (ÖVP) am 8. August 1961 als Landesrat nach. Nachdem Hans Wast (SPÖ) in den Nationalrat gewählt worden war, trat er am 18. Dezember 1962 als Landeshauptmann-Stellvertreter zurück. An seiner Stelle wurde am selben Tag der langjährige Landesrat Hans Bögl wieder in die Landesregierung gewählt. Ebenfalls am 18. Dezember 1962 legte Heinrich Knotzer sein Amt als Landesrat nieder und wurde zum 2. Landtagspräsidenten gewählt. Für ihn wurde der bisherige 2. Landtagspräsident Theodor Kery angelobt.

## Regierungsmitglieder
| Amt                                                     | Name               | Partei | Zuständigkeitsbereiche |
| ------------------------------------------------------- | ------------------ | ------ | ---------------------- |
| Landeshauptmann                                         | Josef Lentsch      | ÖVP    |                        |
| Landeshauptmann-Stellvertreter                          | Hans Bögl          | SPÖ    |                        |
| Landesrat                                               | Rudolf Grohotolsky | ÖVP    |                        |
| Landesrat                                               | Reinhold Polster   | ÖVP    |                        |
| Landesrat                                               | Stefan Billes      | SPÖ    |                        |
| Landesrat                                               | Theodor Kery       | SPÖ    |                        |
| Vorzeitig ausgeschiedene Mitglieder der Landesregierung |                    |        |                        |
| Landeshauptmann-Stellvertreter                          | Hans Wastl         | SPÖ    |                        |
| Landesrat                                               | Heinrich Knotzer   | SPÖ    |                        |